# Bibio rufifemur
Bibio rufifemur är en tvåvingeart som beskrevs av Enrico Adelelmo Brunetti 1911. Bibio rufifemur ingår i släktet Bibio och familjen hårmyggor. Inga underarter finns listade i Catalogue of Life.